# Governatori generali di Trinidad e Tobago
Quello che segue è un elenco di governatori generali di Trinidad e Tobago, da quando le due entità coloniali erano separate tra loro sotto differenti dominazioni sino al 1889 quando vennero riunite dall'amministrazione britannica in una sola colonia. Successivamente venne proclamata l'indipendenza dal governo inglese e la fondazione della repubblica nel 1976 con la sostituzione del capo di stato dal monarca del Regno Unito ad un presidente locale.

## Governatori di Trinidad

### Governatori spagnoli (1506 - 1797)
- Diego Colón - 1506 - 1526
- Rodrigo de Bastidas - 1520
- Don Antonio Sedeño - 12 luglio 1530 - 1538
- Don Juan Ponce de León II 1571 - 1591
- Antonio de Berrío 1580 - 1597
- Fernando de Berrío 1597 - 1612
- Don Diego Palomeque de Acuña 1615 - 1618
- Fernando de Berrío 1619 - 1622
- Don Luis de Monsalves 1624 - 1631
- Cristóval de Aranda 1631 - 1636
- Diego López de Escobar 1636 - 1641
- Don Martín de Mendoza y Berrío 1642 - 1657
- Juan de Viedma 1657 - 1664
- José de Aspe y Zuñiga 1665 - 1668
- Diego Ximenes de Aldana 1670 - 1677
- Tiburcio de Aspe y Zúñiga 1678 - 1682
- Diego Suárez Ponce de León 1682 - 1688
- Sebastian de Roseta 1688 - 1690
- Francisco de Ménez 1692 - 1698
- José de León Echales 1699
- Francisco Ruíz de Aguirre 1700 - 1705
- Felipe de Artineda 1705 - 1711
- Cristóbal Félix de Guzmán 1711 - 1716
- Pedro de Yarza 1716 - 1721
- Juan de Orvay (acting) 1721
- Martín Pérez de Anda y Salazar 1721 - 1726
- Agustín de Arredonda 1726 - 1731
- Bartholomé de Aldunate y Rada 1731 - 1732
- Estevan Simón de Linán y Vera 1734 - 1746
- Juan José Salcedo 1746 - 1752
- Francisco Nanclares 1752 - 1757
- Pedro de La Moneda 1757 - 1760
- Jacinto San Juan 1760 - 1762
- José Antonio Gil 1762 - 1766
- José de Flores 1766 - 1773
- Juan de Dios Valdés y Yarza 1773 - 1776
- Don Manuel Falques 1776 - 1779 - governatore militare
- Martín de Salaverría 1779 - 1783 - governatore civile
- Don José María Chacón  1784 - 1797

### Governatori britannici  (1797–1889)
- Sir Ralph Abercromby - 18 febbraio 1797 - febbraio 1797
- Thomas Picton  febbraio 1797 - febbraio 1803  (governatore militare sino al 1801)
- Commissione (William Fullarton, Samuel Hood, Thomas Picton) - febbraio 1803 - luglio 1804
- Sir Thomas Hislop - luglio 1804 - 27 settembre 1811
- Hector William Munro - 27 settembre 1811 - 14 giugno 1813
- Sir Ralph James Woodford - 14 giugno 1813 - gennaio 1828
- Henry Capadose (formalmente) - gennaio 1828 - aprile 1828
- Charles Felix Smith - aprile 1828 - 10 marzo 1829
- Lewis Grant - 10 marzo 1829 - 22 aprile 1833
- Sir George Hill - 22 aprile 1833 - 9 marzo 1839
- John Alexander Mein (formalmente) - 9 marzo 1839 - aprile 1840
- Henry George Macleod - aprile 1840 - 1846
- George Francis Robert Harris, III barone Harris - 1846 - 1854
- L. Bourchier (formalmente) - 1854
- Sir Charles Elliot - 10 marzo 1854 - 1856
- B. Brooks (formalmente) - 1856 - 1857
- Robert William Keate - 26 gennaio 1857 - 1864
- ? Thompson (formalmente) -1864
- Sir John Henry Thomas Manners-Sutton - 6 settembre 1864 - 1866
- Edward Everard Rushworth (formalmente) - 1866
- Sir Arthur Charles Hamilton-Gordon - 7 novembre 1866 - 1870
- James Robert Longden - 25 giugno 1870 - 1874
- William Wellington Cairns - 2 maggio 1874 - 1874
- John Scott Bushe (1ª volta)(formalmente) - 1874
- Henry Turner Irving (1ª volta) - 20 novembre 1874 - 1876
- John Scott Bushe (2ª volta)(formalmente) - 1876 - 1877
- G.M. Desvoeux (formalmente) - 1877 - 1878
- Henry Turner Irving (2ª volta) - 1878 - 1880
- William Rowland Pyne (formalmente) - 1880
- William A.G. Young (formalmente) - 1880
- Sir Sanford Freeling - 2 novembre 1880 - 1884
- John Scott Bushe (3ª volta)(formalmente) - 1884
- Sir Frederick Palgrave Barlee (formalmente) - 19 giugno 1884 - 8 agosto 1884
- John Scott Bushe (4ª volta)(formalmente) - 1884 - 1885
- Sir Arthur Elibank Havelock - 24 gennaio 1885 - 1885
- David Wilson (formalmente) 1885
- Sir William Robinson - 9 ottobre 1885 – 1889 (incarico continuato come governatore di Trinidad e Tobago sino al 1891)

## Governatori di Tobago

### Luogotenenti governatori di Tobago britannica (1764–1781)
- Alexander Brown – 12 novembre 1764 – luglio 1766
- William Hill – 2 dicembre 1766 – 16 ottobre 1767
- Roderick Gwynne – 16 ottobre 1767 – 1769
- Robert William Stewart – 1769 – 1771
- William Young – 1771 – 1777
- Peter Campbell – 1777 – 1779
- John Graham – 1779 – 1781
- George Ferguson – 1781 – 2 giugno 1781

### Governatori di Tobago francese (1781–1793)
- Philibert Francois Rouxel de Blanchelande – 2 giugno 1781 – 1784
- Rene Maria visconte d'Arrot – 1784 – 1786
- Arthur Dillon – 1786 – 1789
- Antoine de Jobal de Poigny – 1789 – 1792
- Philippe Marie de Marguenat – 1792 – 1793
- Laroque de Mointeil – 1793

### Governatori di Tobago britannica (1793–1899)
- William Myers – aprile 1793
- George Poyntz Ricketts – 1793 – 1795
- Joseph Robley – 1795
- William Lindsay – 1795 – 1796
- James Campbell – 1796 – 1797
- Stephen de Lancey – 1797 – 1799
- Joseph Robley – 1799 – 1800
- Richard Master – 1800
- Joseph Robley – 1800 – 1801
- Hugh Lyle Carmichael - 1801 – 7 novembre 1802
- Jean Joseph Francois Leonard Damarzit de Laroche Sahuguet – 7 novembre 1802 – 1803
- Louis Cesar Gabriel Berthier – 1803
- Thomas Picton – 30 giugno 1803 – luglio 1803
- William Johnstone – luglio 1803 – agosto 1803
- Donald MacDonald – agosto 1803 – luglio 1804
- John Halkett – luglio 1804 – 1807
- Sir William Young, II baronetto – 1807 – 1815
- John Balfour – 1815 – 1816
- John Campbell – 1816
- Sir Frederick Philipse Robinson – novembre 1816
- Sir Colin Campbell - febbraio 1828 - aprile 1828[1]
- Nathaniel Blackwell – aprile 1828 – 1833[2]
- Alexander Gardner – 1833 – (formalmente)
- General Sir Lionel Smith – 1833
- General Sir Henry Charles Darling – 1833 – 1845
- Laurence Graeme – 1845 – 1851
- David Robert Ross – 16 aprile 1851 – 26 giugno 1851
- Henry Yates – 1851 – 1852 – (1ª volta / formalmente)
- Dominick Daly settembre 1851 – 1852[3]
- Henry Yates – 1852 – febbraio 1854 – (2ª volta / formalmente)
- Willoughby J. Shortland – febbraio 1854 – 1856
- James Kirk – 1856 – (formalmente)
- James Henry Keens – 1856 – 1857 – (formalmente)
- James Vickery Drysdale – giugno 1857 – aprile 1864
- Cornelius Hendricksen Kortright – ottobre 1864 – 1872[4]
- Herbert Taylor Ussher – 1872 – 1875
- Robert William Harley – 1875 – 1877[5]
- Augustus Fredrick Gore – 1877 – 1880[5]
- Edward Laborde – 1880 – 1882
- John Worrell Carrington – 1883 – 1884
- Loraine Geddes Hay – 1885
- Robert Baxter Llewellyn – 1885 – 1888
- Loraine Geddes Hay – 1888 – 1892
- Thomas Crossley Rayner – 1892
- William Low – 1892 – 1893
- Herbert H. Sealy – 1893 (formalmente)
- William Low – 1893 – 1897
- S. W. Snaggs – 1897 (formalmente)
- Joseph Clanfergael O'Halloran – 1897 – 1899

## Governatori di Trinidad e Tobago (1889-1962)
- Sir William Robinson, 1889-1891
- Sir Frederick Napier Broome, 1891-1896
- Sir Hubert Edward Henry Jerningham, 1897-1900
- Sir Cornelius Alfred Moloney, 1900-1904
- Sir Henry Moore Jackson, 1904-1908
- Sir George Ruthven Le Hunte, 1909-1916
- Sir John Robert Chancellor, 1916-1921
- Sir Samuel Herbert Wilson, 1922-1924
- Sir Horace Archer Byatt, 1924-1930
- Sir Alfred Claud Hollis, 1930-1936
- Sir Murchison Fletcher, 1936-1938
- Sir Hubert Winthrop Young, 1938-1942
- Sir Bede Edmund Hugh Clifford, 1942-1947
- Sir John Valentine Wistar Shaw, 1947-1950
- Sir Hubert Elvin Rance, 1950-1955
- Sir Edward Betham Beetham, 1955-1960
- Sir Solomon Hochoy, 1960-1962

## Governatori generali di Trinidad e Tobago
- Sir Solomon Hochoy, 1962-1972
- Sir Ellis Clarke, 1972-1976